# Lophodermium alpinum
Lophodermium alpinum är en svampart som beskrevs av Rehm 1912. Lophodermium alpinum ingår i släktet Lophodermium och familjen Rhytismataceae.  Arten är reproducerande i Sverige. Inga underarter finns listade i Catalogue of Life.